# Оманська кухня

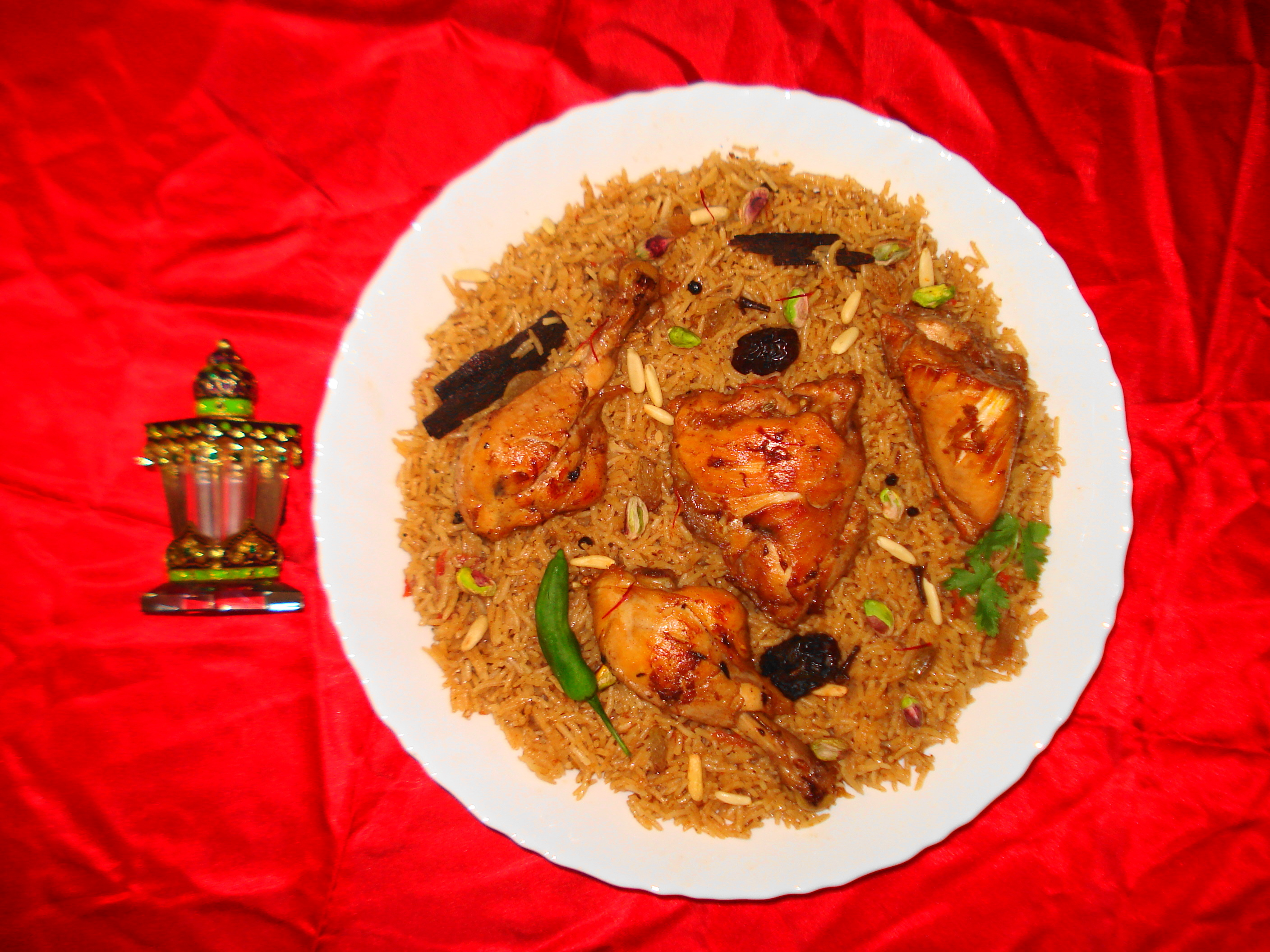
Кабса також відома як макбус в регіоні арабських країн Перської затоки.

Кухня Оману є сумішшю декількох основних продуктів азійської кухні. Страви часто засновані на куриці, рибі та ягняті, а також на головному продукті — рисі. Більшість оманських страв, як правило, містять багату суміш спецій, трав та маринадів.

## Загальний опис
Хоча оманська кухня варіюється в різних регіонах Оману, більшість страв по всій країні мають в числі основних продуктів карі, варене м'ясо, рис та овочі. Основна їжа зазвичай з'їдається в середині дня, а обід - легкіший. Свинина в їжу не вживається, оскільки заборонена шаріатом.

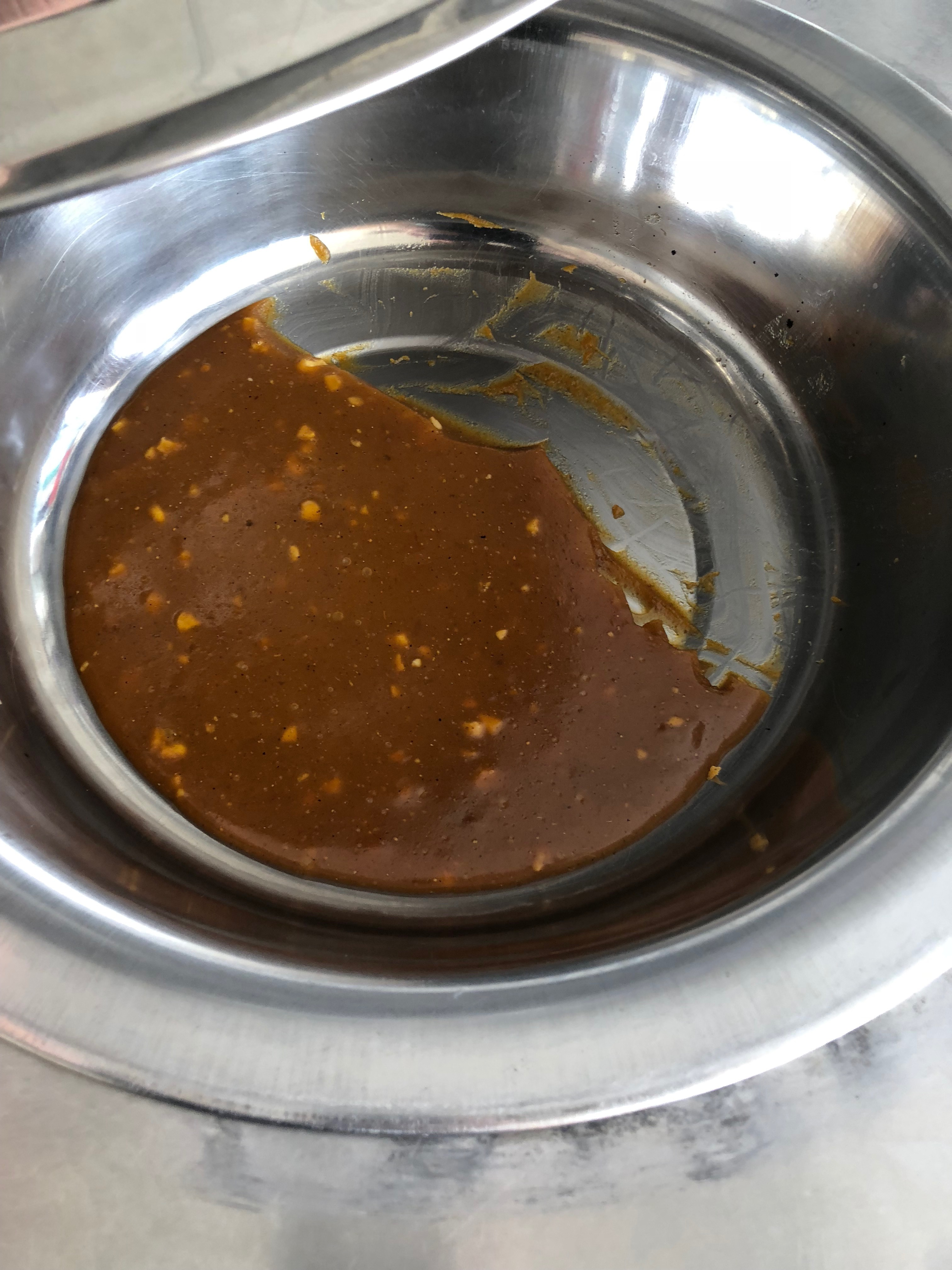
Оманська халва

## Типові страви Оману
- Гаріса — пшениця, змішані з м'ясом.
- Кахва — оманська кава, змішана з кардамонним порошком, часто служила символом гостинності. Вона часто подається з фініками та оманською халвою.[3]
- Кебаб — страва з м'яса в карі (зазвичай курятина або яловичина), яку готують на грилі і подають спільно з овочами.
- Mashuai — страва, що складається з цілої копченої макрелі, поданої з рисом і лимонним соком.
- Макбус — рисова страва з ароматом шафрану та пряного м'яса.
- Muqalab це хляки та субпродукти, які готують з різними спеціями, включаючи корицю, кардамон, гвоздику, чорний перець, імбир , часник та мускатний горіх.
- Quzi — страва тільки для святкових днів. Страва складається з цілої кози, обсмаженої в спеціальній духовці, яка є ямою, виритою в землі. Зазвичай це загальний захід усього села. М'ясо приправлене різними прянощами, а потім загорнуте в мішки з сухого листя, які, у свою чергу, поміщаються в духовку.
- Сахана — густий суп з пшениці, фініків, меляси та молока, яке зазвичай їдять під час Рамадану.
- Albadhinajan mae tawarikh — це торт з баклажанів,  фініків та цибулі.[4]

## Типові напої в Омані
Кава — національний напій, а чай — напій для гостинності. Інші популярні напої включають лабан (своєрідну солону сколотин), йогуртові та безалкогольні напої.

## Див також
- Арабська кухня